# Dominic Chianese
Dominic Chianese (født 24. februar 1931) er en amerikansk skuespiller med italienske rødder som bedst er kendt for rollen som "Onkel Junior" med det borgerlige navn Corrado Soprano i tv-serien Sopranos.